# Rebel Meets Rebel
Rebel Meets Rebel var en amerikansk musikgrupp bestående av outlaw country-artisten David Allan Coe (sång) och Pantera-medlemmarna Dimebag Darrell (gitarr, sång), Rex Brown (basgitarr) och Vinnie Paul (trummor). Bandet bildades 1999 och deras enda, självbetitlade album gavs ut 2006, postumt efter att Darrell mördats 2004.

## Diskografi
Studioalbum
- 2006 – Rebel Meets Rebel

Singlar
- 2006 – "Nothin' to Lose"